# Gemäldesammlung der Familie Ravené
Die Gemäldesammlung der Familie Ravené war die erste öffentlich zugängliche Privatsammlung in Berlin.

## Geschichte

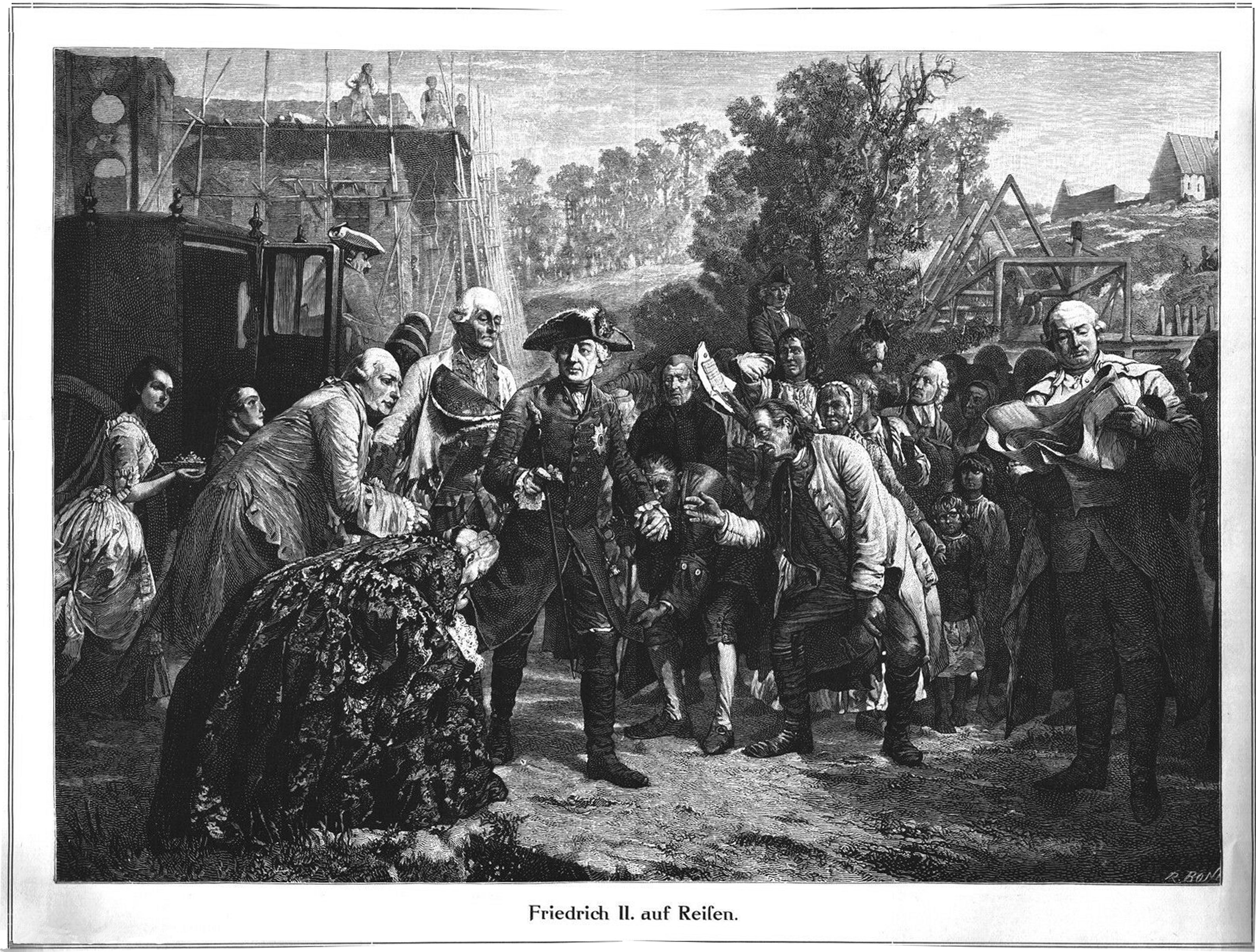
Adolph Menzel: Friedrich der Große auf Reisen

Seit 1844 bestand die private Sammlung von Pierre Louis Ravené mit einem bedeutenden Anteil an Bildern der Berliner- und Düsseldorfer Schule. Das berühmteste Bild war von Adolph Menzel Friedrich der Große auf Reisen (1853/1854). 1853 ließ Ravené vom Architekten Stüler Ausstellungsräume im neuen Geschäftshaus in der Wallstraße 92–93 ausbauen. Seitdem konnten die Kunstwerke in der ersten öffentlich zugänglichen Kunstsammlung Berlins besichtigt werden.
Der Enkel des Sammlungsgründers Louis Auguste Ravené ließ 1896 ein monumentales Geschäftshaus in der Wallstraße 5–8 errichten. Ab 1897 konnte man dort im 3. Obergeschoss in fünf Sälen und drei Kabinetten die Gemälde besichtigen. Ein Aufzug brachte die Besucher zum unentgeltlichen Ausstellungsbesuch.
Das Privatmuseum war etwa bis zum Ersten Weltkrieg öffentlich zugänglich. Dann wollte Ravené die Sammlung an die Stadt Berlin übereignen, was jedoch scheiterte.
Menzels Gemälde Friedrich der Große auf Reisen musste 1938 für einen Spottpreis an die Nationalsozialisten abgegeben werden. Es hatte im Arbeitszimmer der Münchner „Führerwohnung“ am Prinzregentenplatz gehangen und war für das geplante „Museum Linz“ vorgesehen.
Bei der Zerstörung des Geschäftshauses Wallstraße 5–8 im Zweiten Weltkrieg ging auch die legendäre Sammlung unter. Das nach München verbrachte Menzelbild ging nach dem Zweiten Weltkrieg an die Stadt München und ist heute stark beschädigt. Es ist eines der wenigen erhaltenen Kunstwerke der Ravenéschen Gemäldesammlung.
Die Gemälde von Johann Peter Hasenclever „Jobs im Examen“, „Jobs als Schulmeister“ und „Jobs als Nachtwächter“ befinden sich als Leihgabe im Museum der bildenden Künste, Leipzig.
Lediglich Beschreibungen in Reiseführern geben heute unvollständig Auskunft über die Künstler und ihre Werke in der Ravenéschen Gemäldesammlung.

## Beschreibung der Sammlung

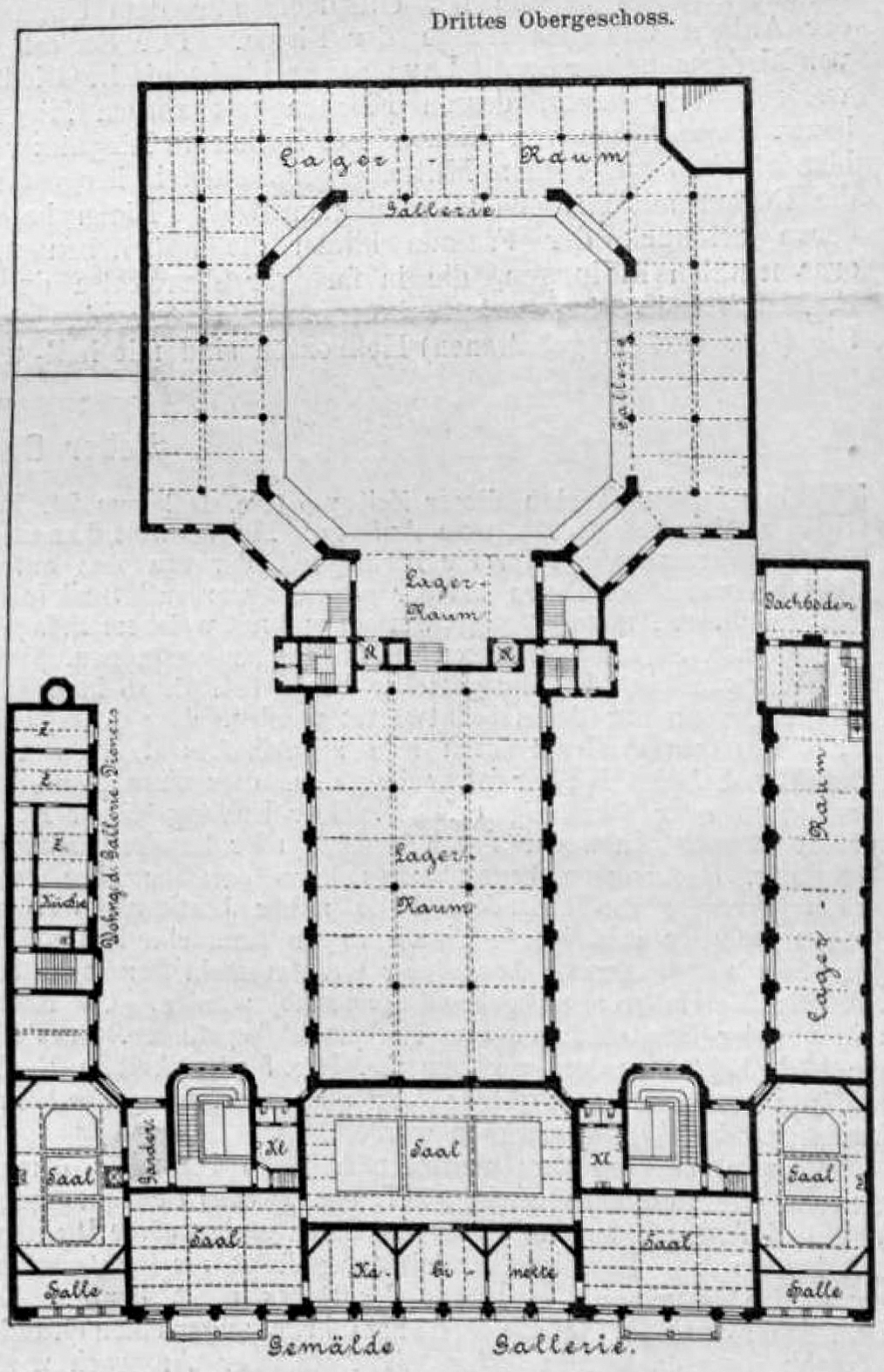
Geschäftshaus Ravené, Wallstraße 5–8, Grundriss 3. Obergeschoss

Die Sammlung umfasste 1906 etwa 200 Gemälde aus der ersten Hälfte des XIX. Jahrhunderts bis ca. 1900, darunter gute Werke der älteren Berliner und Düsseldorfer Schule.

### 1. Saal
- Ludwig Knaus: Mausefalle, Frau mit Katzen spielend
- Karl Becker: Familienbilder, Morgen nach dem Balle, Juwelenhändler und Senator
- Adolph Tidemand: Norwegischer Sonntag
- Eduard Hildebrandt: S. Gloria bei Rio de Janeiro
- Karl Saltzmann: Kap der Guten Hoffnung
- Carl Graeb: Fontana Medina (Neapel)
- Ludwig Knaus: Porträt P. L. Ravene's
- Eduard Hildebrandt: Wintervergnügen
- Ernst Koerner: Gebel Schekh el Haride am Nil
- Carl Graeb: Motiv bei Florenz
- Adolph Schroedter: Eulenspiegel als Bäckerlehrling
- Paul Friedrich Meyerheim: Jagdbeute

- Außerdem Aquarelle von Hilgers, Hosemann, Hoguet u. a.

### 2. Saal
- Johann Peter Hasenclever: Jobs im Examen, Jobs als Schulmeister
- Robert Fleury: Judenmord in London (1307)

### 3. Saal
- mit den Büsten des Begründers der Sammlung Peter Louis Ravené († 1861) und seines Sohnes Louis Ravené († 1879), von Hoffmeister

- Jordan: Kinderbegräbnis auf Helgoland
- Alfred Stevens: Trauernde Damen
- Louis Gallait: Böhmische Musikanten
- August Leu: Bergsturz in Norwegen
- Henry Ritter: Der ertrunkene Fischersohn
- Johann Peter Hasenclever: Selbstbildnis
- Thomas Couture: Edelknabe
- Julius Schrader: Tod Lionardos da Vinci
- Carl Graeb: Dom zu Halberstadt
- Johann Peter Hasenclever: Maler Hilgers
- Eduard Hildebrandt: Feierstunde
- Andreas Achenbach: Hafen von Ostende
- Albert Flamm: Italienische Landschaft
- Adolph Menzel: Friedrich der Große auf Reisen
- Caspar Scheuren: Gewitterlandschaft
- Carl Friedrich Lessing: Jäger auf dem Anstand
- Johann Peter Hasenclever: Jobs als Nachtwächter
- Adolph Tidemand: Der erzählende Wolfsjäger
- François-Auguste Biard: Französ. Douane
- Adolf Schreyer: Husarenangriff
- Adolph Tidemand: Trauerfeier in Norwegen
- Johann Peter Hasenclever: Weinprobe
- Constant Troyon: Rinder, Hundekoppel
- Teutwart Schmitson: Ungarische Mutterstuten
- Franz Krüger: Pferdestall
- Carl Joseph Begas: Mohrenwäsche
- Carl Wilhelm Hübner: Jagdrecht
- Charles Hoguet: Landschaft

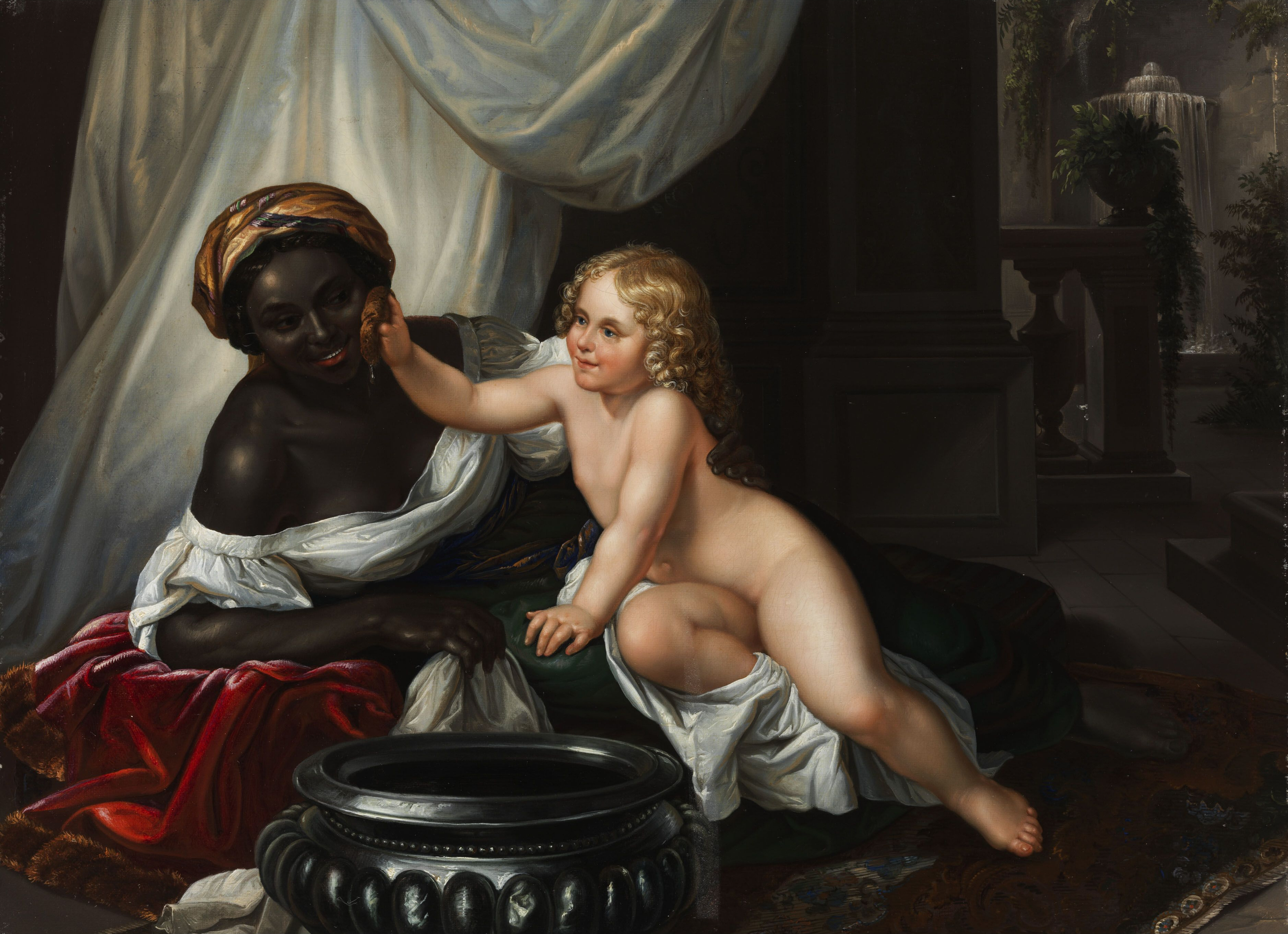
Carl Joseph Begas: Die Mohrenwäsche (Kopie)
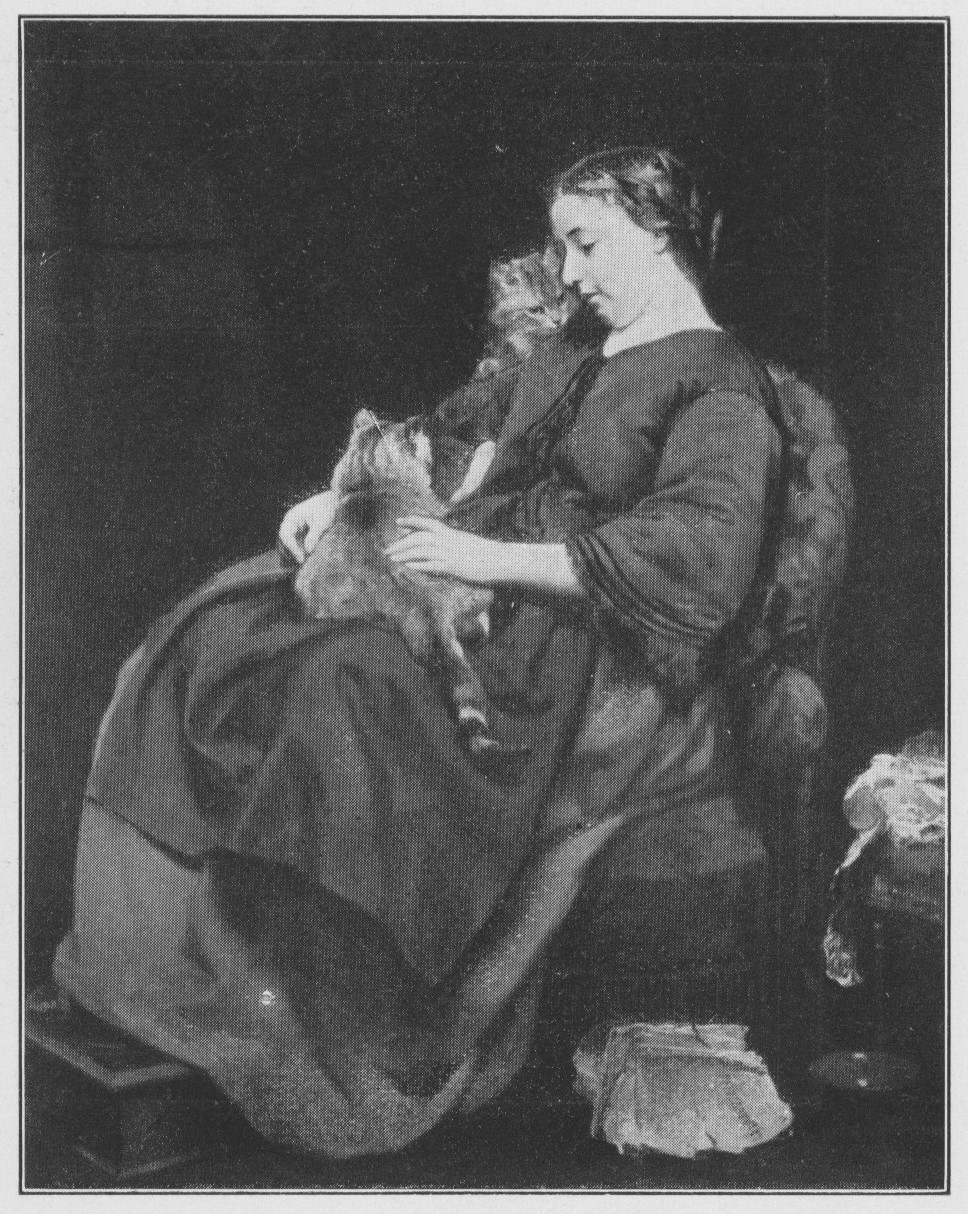
Ludwig Knaus: Katzenmama, 1856
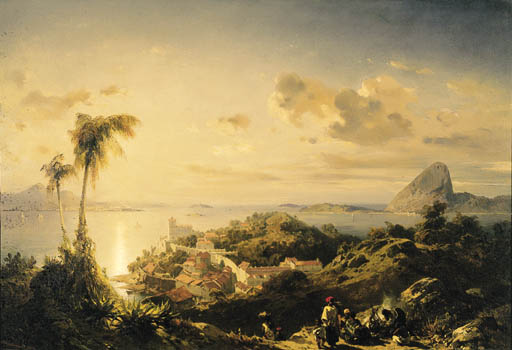
Eduard Hildebrandt: A Glória, Rio de Janeiro, 1847
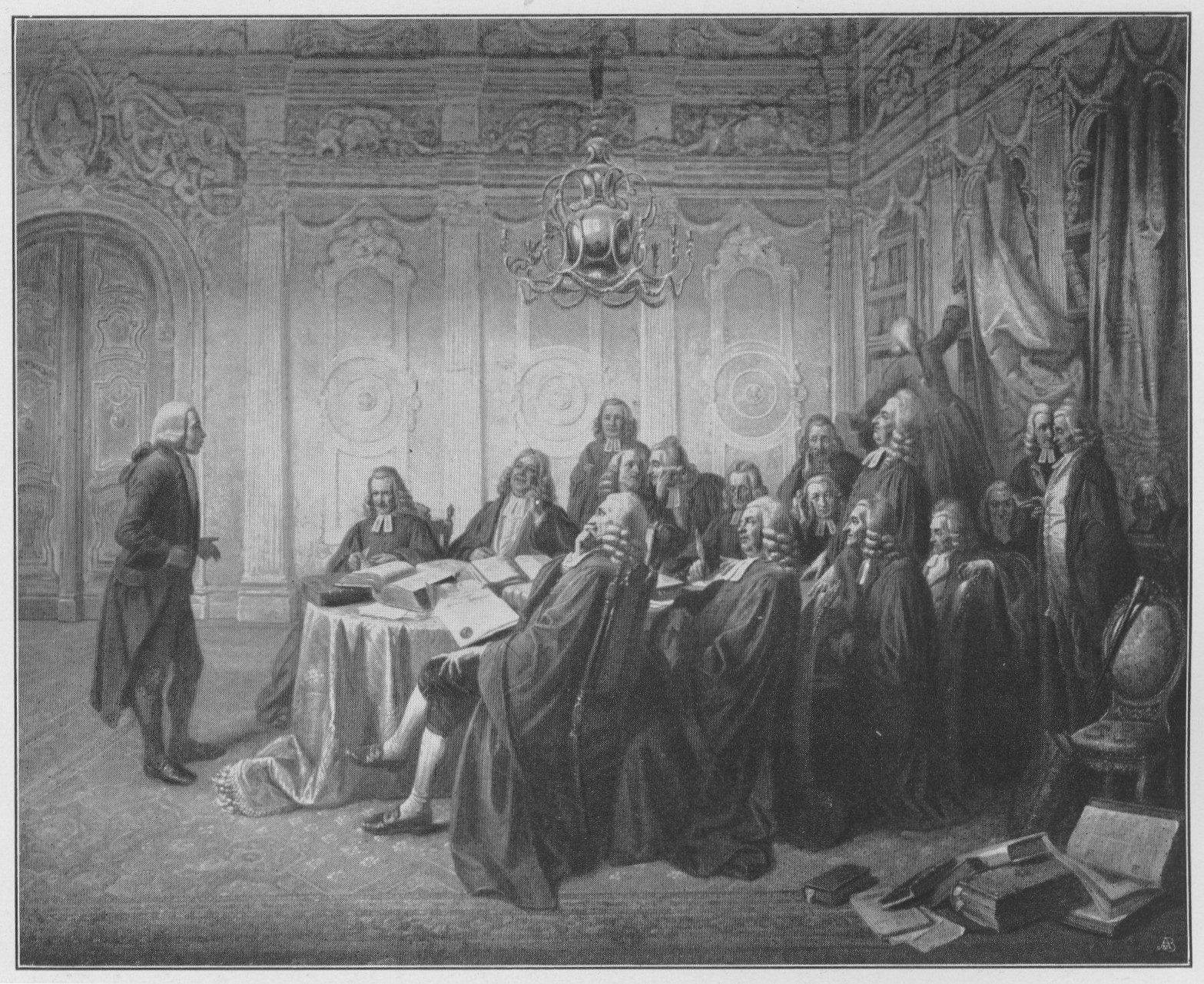
Johann Peter Hasenclever: Jobs im Examen, 1840

### 4. Saal
- Théodore Gudin: Seesturm
- August Leu: Norwegische Landschaft
- Carl Hilgers: Winterlandschaft
- Willens: Bilderauktion
- Andreas Achenbach: Norwegische Küste
- Charles Hoguet: Waldige Gegend
- Johann Peter Hasenclever: Maler Preyer[7]
- Eduard Hildebrandt: Boa Viagem bei Rio de Janeiro

### 5. Saal
- Fr. Beda: (Spanier) Billardspiel
- August Jernberg: Heimkehr
- Heinrich von Zügel:  Rinder im Teich, Abend auf der Weide
- Otto von Kameke: Alpenlandschaft
- Arthur Kampf: Die Schwestern
- Robert Warthmüller: Karnevalszene
- Sorella y Bastida: Mutter und Kind
- H. Vogel: K. Becker und Ende als Akademiepräsidenten
- Christian Ludwig Bokelmann: Klaus Groth
- G. Melchers: Am grünen Kamin

- Auf der Staffelei eine Tuschzeichnung von Kaiser Wilhelm II.: Kriegsschiffe

- Ludvig Munthe: Herbst
- Oswald Achenbach: Italienische Landschaft
- Hans Fredrik Gude: Fischerei bei Rügen
- Kl. Meyer: Altholländische Schenke

### 1. Kabinett
- Eduard Hildebrandt: Straßenbilder aus Rouen und Lyon
- Andreas Achenbach: Landschaft
- Jules Dupré: Landschaft
- Ernest Preyer: Spatzenfrühstück
- Carl Friedrich Lessing: Westfälische Landschaft
- Carl Hilgers: Winterlandschaft
- Ludwig Knaus: Bauernmädchen in Blumen

### 2. Kabinett
- Friedrich Eduard Meyerheim: Harzer Frau und Mädchen: Nesthäkchen: Kirchgang: Morgenstunde
- Paul Friedrich Meyerheim: Ed. Meyerheim
- Franz Krüger: Friedrich Wilhelm IV.
- Eduard Hildebrandt: Fischermädchen: Kinder am Strande
- Robert Fleury: Der Bericht

### 3. Kabinett
- Carl Graeb: Kreuzgang
- Carl Hilgers: Fischerhütte
- Antoine Charles Horace Vernet: Le soldat nourrice, Roux: der junge Linné
- Eduard Hildebrandt: Irländische Hütte
- Albert Brendel: Schafstall
- Theodor Hosemann: Genrebild
- Meissonier: Genrebild

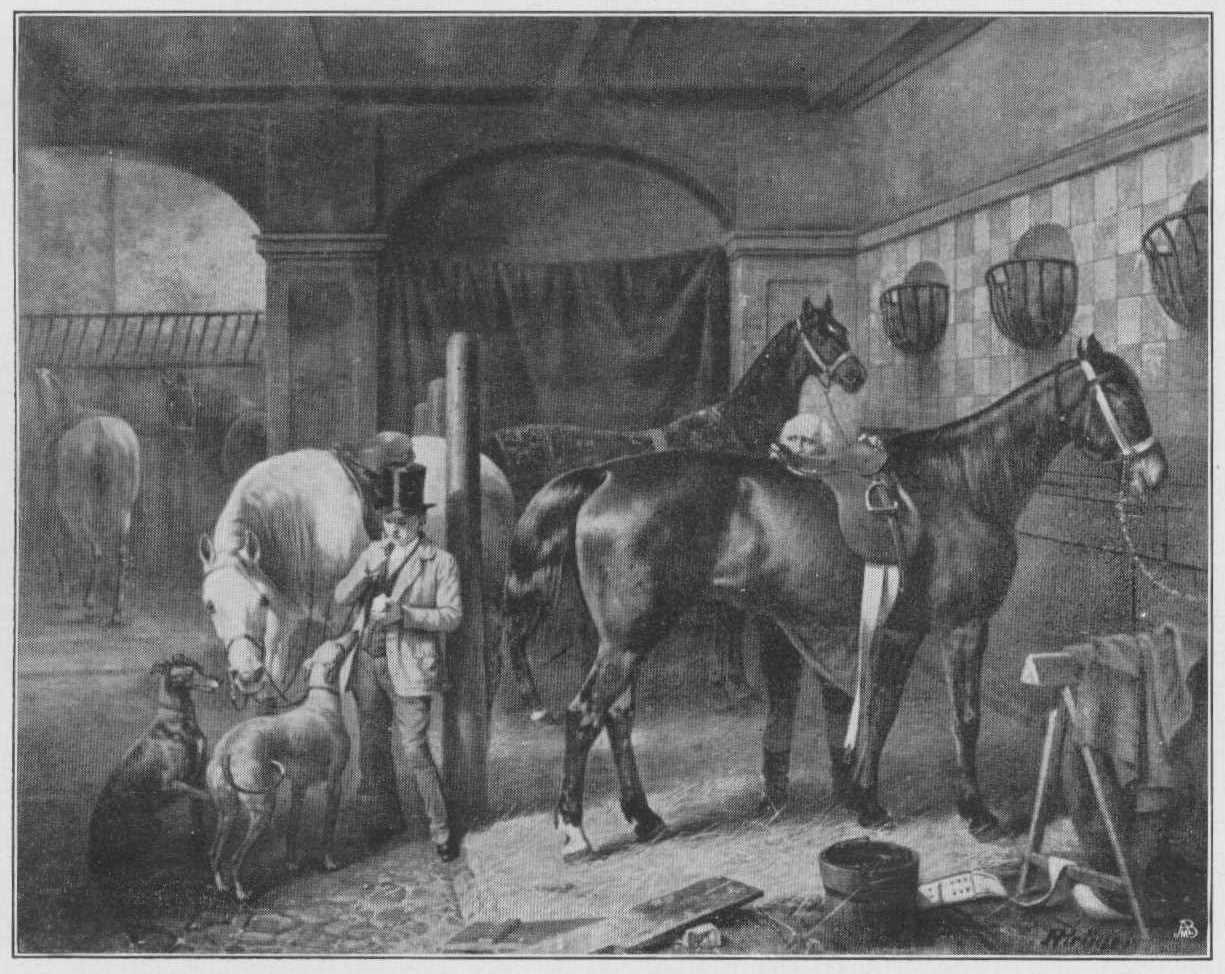
Franz Krüger: Pferdestall, 1854
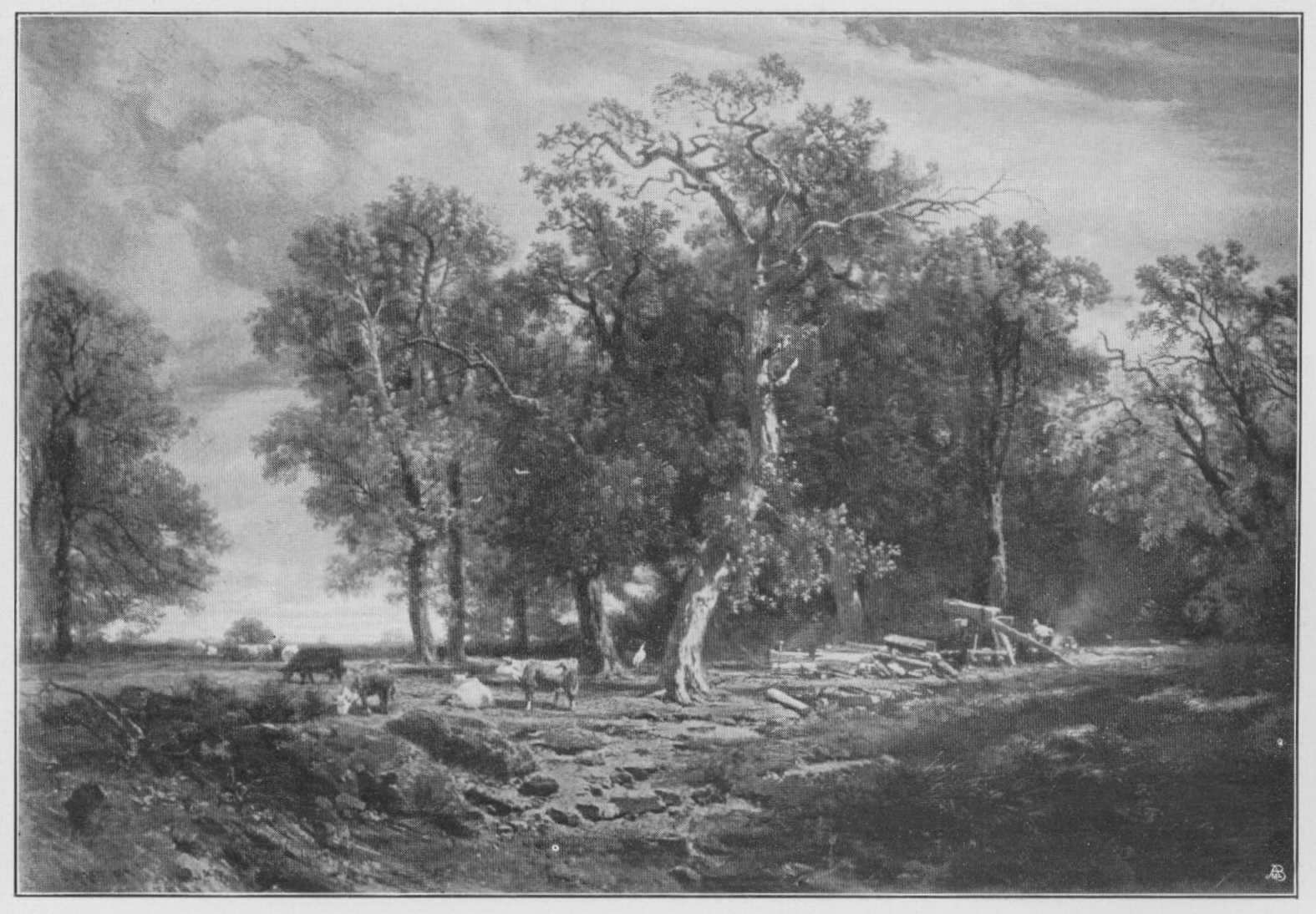
Charles Hoguet: Waldige Gegend, 1854
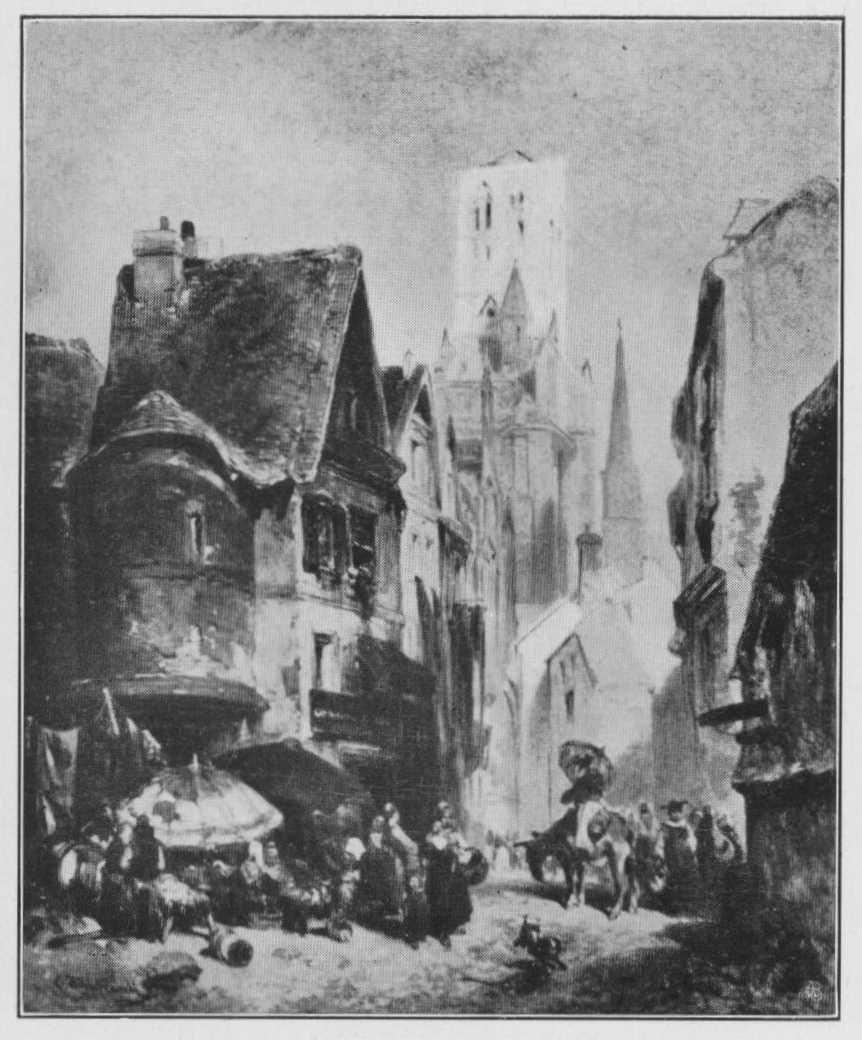
Eduard Hildebrandt: Straße in Lyon, 1843
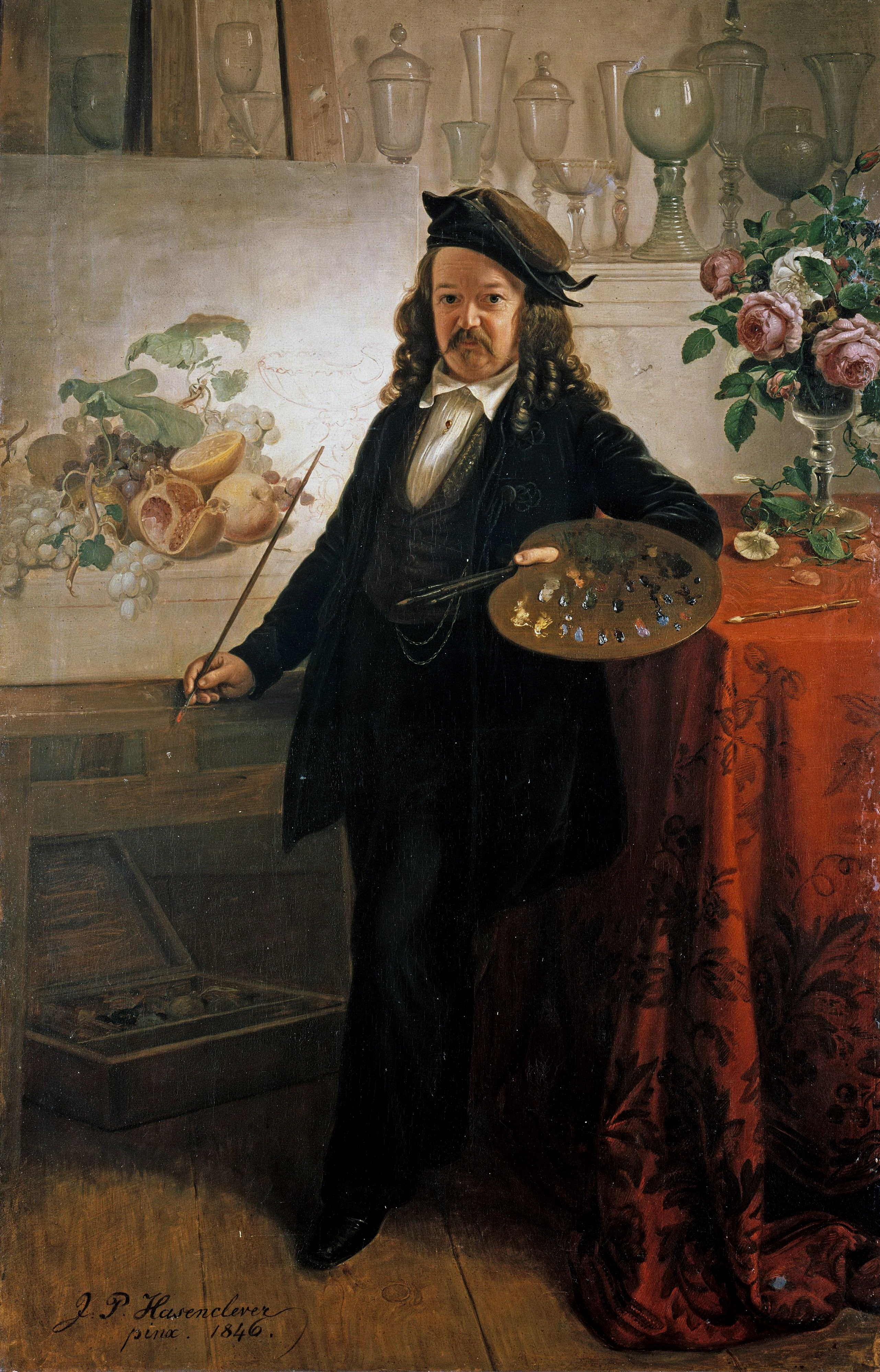
Johann Peter Hasenclever: Bildnis Johann Wilhelm Preyer, 1846